# 挾間町赤野
挾間町赤野（はさままちあかの）とは、大分県由布市内の大字。郵便番号は879-5516。

## 地理
由布市の東部に位置し、大分川水系の由布川の南岸に位置する。東部地区は大分市のベッドタウンを形成されている。中部から西部にかけては中山間地域である。中部地区にはかつては、関節リウマチの冷凍療法を行う冷凍運動学研究所（通称：冷研リウマチ村、国際温泉病院）があったが、現在では太陽光発電所となっている。西部地区には旧亀の井自動車学校を転用し、念仏宗 九州本山の伽藍が設置されている。
朴木、鬼瀬、向原、挾間、北方、古野、来鉢、田代と接する。

## 歴史
- 1954年10月1日 - 大分郡挾間村・谷村・石城川村・由布川村が合併し、挾間村が成立。（大分郡挾間村大字赤野）
- 1955年4月1日 - 町制施行し、挾間町となる。（大分郡挾間町大字赤野）
- 2005年10月1日 - 挾間町・庄内町・湯布院町で新設合併、市政施行で由布市が成立。大字表記および、小字、番地の「の」が廃止される。（由布市挾間町赤野）[3]。

## 小・中学校の学区
市立小・中学校に通う場合、学区は以下の通りとなる。
| 町名       | 小学校               | 中学校               |
| ---------- | -------------------- | -------------------- |
| 挾間町赤野 | 由布市立由布川小学校 | 由布市立挾間町中学校 |

## 交通

### バス
大分バスが運行しており、赤野を経由して、庄内や湯平、別府駅まで至っていたが、大部分が由布市が運営するコミュニティバスに転換している。
現在はL22系統 金池ターミナル - 大分 - 大石町 - 大学病院 -赤野線が運行されている。

### 道路
- 大分県道51号別府挾間線
- 大分県道601号小挾間大分線

## 施設
- 念仏宗 九州本山
- 菊家本社工場
- ゆふいんラヂオ局挾間中継局